# Jacques de Taxi
Jacques de Taxi (Giacomo di Tassis, en italien), né et décédé au XIIIe siècle, est un chevalier de l'ordre de Saint-Jean de Jérusalem. Prieur provincial puis grand commandeur, il deviendra lieutenant ad interim des Hospitaliers, en 1284/1285 dans l'attente de l'arrivée de Jean de Villiers en Terre sainte.

## Biographie
Jacques de Taxi est originaire de Cornello dei Tasso, de la commune de Camerata Cornello, dans la vallée de Bremba en Lombardie, il est de la famille qui donne naissance plus tard à celle des Thurn und Taxis.

### Ordre de Saint-Jean de Jérusalem
Le nom de Jacques de Taxi apparait pour la première fois comme chevalier de l'ordre de Saint-Jean de Jérusalem à Saint-Jean-d'Acre en 1266,.
Jacques de Taxi est nommé prieur de Messine par le grand maître Hugues Revel le 3 juillet 1269,. Alors que le pape Clément IV avait demandé aux Hospitaliers de Sicile, dès octobre 1267, d'aider Charles d'Anjou, dernier fils du roi de France Louis VIII, dans sa lutte pour s'imposer roi, c'est Taxi qui sollicite en septembre 1269 Charles d'Anjou pour qu'il protège les Hospitaliers et leurs biens. Le roi de Naples et de Sicile demande à ses officiers de s'exécuter. En juin 1272, Charles d'Anjou confirme à Jacques de Taxi que les Hospitaliers ont le droit de faire paître et de faire boire leurs chevaux sur les terres de la Couronne et de ramasser du bois en les exonérant de taxes.

### Auprès du roi de Sicile
Du fait des bonnes relations entretenues entre Charles d'Anjou et Jacques de Taxi, Le grand maître Hugues Revel ou le pape Grégoire X délègue le prieur de Messine, le 16 décembre 1271, auprès du roi de Sicile, l'Hospitalier reçoit des fonctions de conseiller du roi et officier de son armée, mais il remplit principalement les fonctions de trésorier du roi, il met aussi la flotte de la Religion à la disposition du roi. Il lui vend même, à Messine le 18 avril 1273, pour 100 onces d'or, une galère neuve, prête à naviguer. En 1270, Charles d'Anjou avait nommé Giovanni da Lentini, capitaine général de guerre pour l'ensemble de la Sicile, avec Foulques de Puyricard pour le seconder, il leur adjoint Jacques de Taxi. Ils avaient pour mission de réprimer la rébellion souabe Filosveva persistante contre le gouvernement Angevin. Jacques de Taxi reçoit la reddition du château de Reggio de Calabre des mains des partisans de Conradin. En septembre 1272, Charles d'Anjou forme une ambassade composé du juriste Robert l'Enfant, Matteo de Riso de Messine et Nicolò de Ebdemonia de Palerme afin d'intervenir auprès du sultan de Tunis Al-Mustansir, un vassal des Deux-Siciles, pour recueillir le tribut que le Sultan devait payer. Il adjoint à cette ambassade des hommes de confiance comme Giovanni da Lentini et Jacques de Taxi. Il demande à ce dernier de faire retour en Sicile du bois des engins de guerre laissés en Tunisie quand les armées croisées retournèrent en Sicile après la huitième croisade,. Charles d'Anjou demande à Jacques de Taxi de venir le rejoindre à Foggia pour discuter des dernières nouvelles venues de Terre sainte. Charles d'Anjou intervient auprès du grand maître en faveur de Jacques de Taxi qui est nommé prieur du grand prieuré de Barletta le 20 janvier 1278 en remplacement de Pierre d'Avignon. Il garde cette fonction jusqu'au 6 juillet 1281.

### Grand commandeur en Terre sainte
Jacques de Taxi, intervient régulièrement auprès de Charles d'Anjou pour obtenir l'autorisation de transférer de Sicile le « secours à la Terre sainte » et fournir tous les produits et équipements que les Hospitaliers y avaient besoin. Quand, en juillet 1281, Jacques de Taxi retourne en Terre sainte à Saint-Jean-d'Acre à la demande du grand maître pour occuper la charge de grand commandeur,, il a l'autorisation d'emporter « 2 000 salmes de froment, 1 000 d'orge et 300 de légumineuses ainsi que 100 montures (40 mules et 60 chevaux) [...] le pain nécessaire pour sa nourriture et celle de sa familia, ainsi que l'orge indispensable à la nourriture des montures pendant le voyage ».

### Lieutenantad interim
En 1284, Jean de Villiers est élu grand maître après le décès de Nicolas Lorgne. Jean de Villiers, qui était à ce moment-là prieur de France depuis 1282, reste en France pour régler les nombreux problèmes de l'Ordre. C'est alors Jacques de Taxi, qui comme grand commandeur, devient lieutenant ad interim du grand maître, peut être le 27 juin 1286 dans l'attente de l'arrivée du grand maître en Terre sainte.

## Sources
- Camille Allaz, Histoire de la poste dans le monde, Paris, Pygmalion - département de Flamarion, 2013 (lire en ligne)
- (en) Philip B. Baldwin, Charles of Anjou, Pope Gregory X and the crown of Jerusalem, 2012 (lire en ligne)
- (en) Judith Bronstein, The Hospitallers and the Holy Land: Financing the Latin East, 1187-1274, 2005 (lire en ligne)
- Joseph Delaville Le Roulx, Les Hospitaliers en Terre Sainte et à Chypre 1100-1310, Paris, Ernest Leroux éditeur, 1904
- Alain Demurger, Les Hospitaliers, de Jérusalem à Rhodes, 1050-1317, Paris, Tallandier, 2013
- (it) Salvatore Fodale, Giovanni da Lentini, Dizionario Biografico degli Italiani, 2005 (lire en ligne)
- Benoît Grévin, Maghreb-Italie : des passeurs médiévaux à l'orientalisme moderne, XIIIe-milieu XXe siècle, 2010 (lire en ligne)
- (en) Evelyn Mary Jamison, Studies on the history of medieval Sicily and South Italy, 1992 (lire en ligne)
- (de) Fritz Ohmann, Die anfänge des postwesens und die Taxis, 1909
- Kristjan Toomaspoeg, « Le ravitaillement de la Terre sainte. L'exemple des possessions des ordres militaires dans le royaume de Sicile au XIIIe siècle », Actes des congrès de la Société des historiens médiévistes de l'enseignement supérieur public, Madrid, XXXIIIe Congrès de la S.H.M.E.S. « L'expansion occidentale (XIe – XVe siècles) Formes et conséquences »,‎ 2002, p. 143-158 (lire en ligne).